# کاناچ
کاناچ (به لاتین: Canach) یک منطقهٔ مسکونی در لوکزامبورگ است که در لنینگن واقع شده‌است. کاناچ ۱٬۴۹۶ نفر جمعیت دارد.